# Preititz
Preititz, obersorbisch Přiwćicyⓘ, ist ein Dorf im ostsächsischen Landkreis Bautzen und gehört seit 1994 zur Gemeinde Malschwitz. Es liegt in der Oberlausitz und gehört zum Siedlungsgebiet der Sorben.

## Geographie
Preititz liegt etwa 9 km nordöstlich von Bautzen am Albrechtsbach auf 152 m ü. NN. Es ist eine erweiterte Gutssiedlung; der Gutshof befindet sich im nördlichen Teil des Ortes. Westlich befindet sich der Teufelsstein (1,5 km) und südwestlich erheben sich die Kreckwitzer Höhen (3 km).
Preititz hat ein gemäßigtes Klima. Die durchschnittliche Jahrestemperatur beträgt 9,9 °C, was für die Oberlausitz relativ warm ist. Der kälteste Monat ist Januar (1,1 °C), der wärmste Juli (19,2 °C). Die durchschnittliche jährliche Niederschlagsmenge liegt bei 585 mm. Der meiste Niederschlag fällt im Juli mit durchschnittlich 81 mm, der geringste im Dezember mit durchschnittlich 33 mm. Die Preititzer Gegend wird in historischen Jahrbüchern bemerkenswert häufig im Zusammenhang mit heftigen sommerlichen Gewitterstürmen erwähnt.

## Geschichte

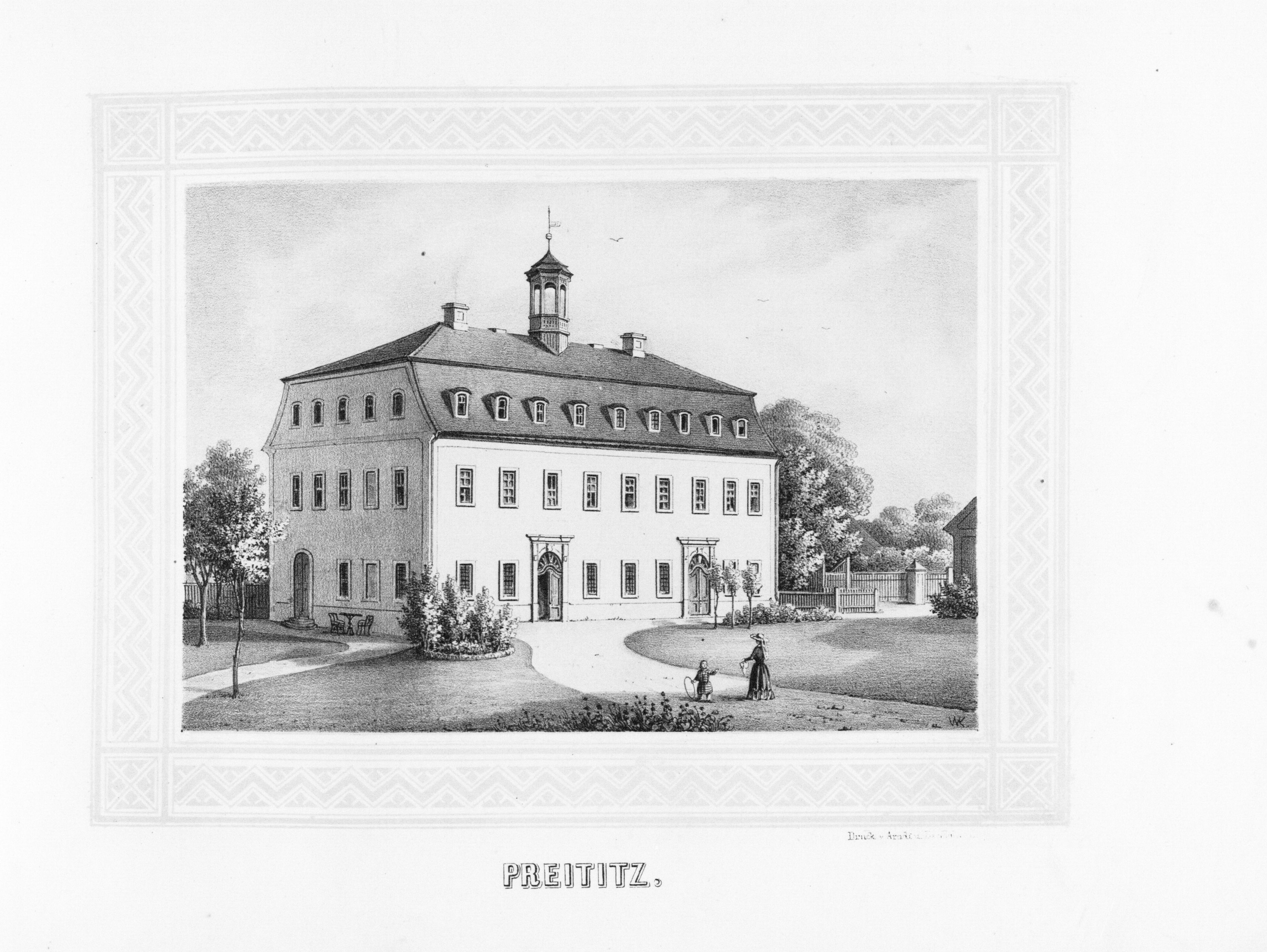
Das Preititzer Schloss um 1859

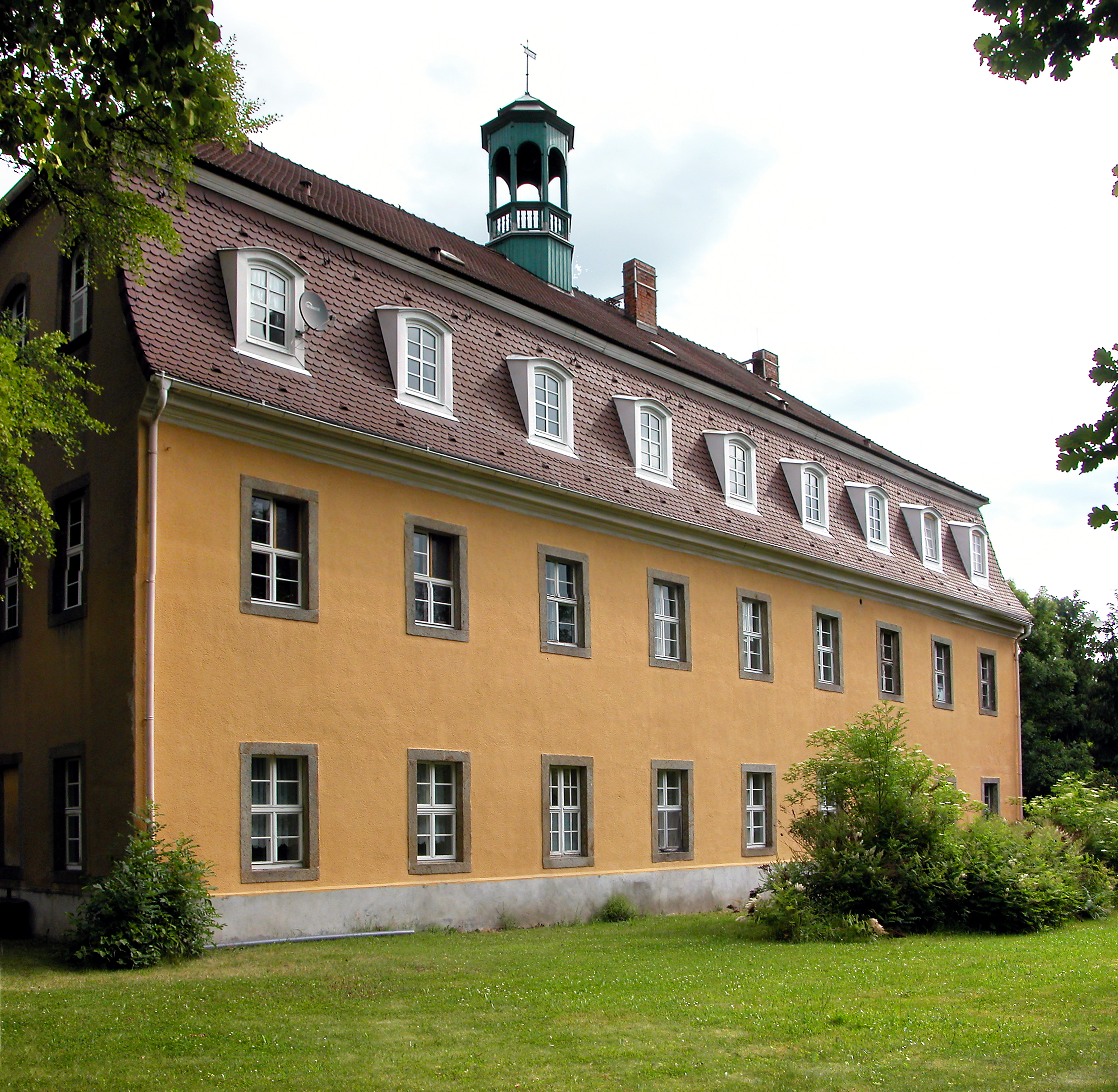
Herrenhaus Preititz (2012)

Um 1000 gehörten die Ländereien zwischen Preititz und Niederkaina zum der Ortenburg angeschlossenen Gut, das die jeweiligen Herrscher versorgte. Der Ort wird schon 1250 erstmals als Priwiticz erwähnt. Die heutige Schreibweise ist erstmals 1791 verzeichnet. Der aus dem Sorbischen stammende Ortsname leitet sich vom Personennamen Priwit oder Priwět ab (vgl. alttschechisch Přívět, altpolnisch Przywit) und bedeutet also „Siedlung der Leute des Priwět“.
In den Hussitenkriegen wurde die Gutssiedlung mehrmals zerstört, da die Hussiten ihr Lager bei Baruth aufgeschlagen hatten. 1655 kam das Rittergut und die umliegenden Ländereien in den Besitz der Familie von Nostitz, der es bis etwa 1700 gehörte.
Im Siebenjährigen Krieg wurde das Dorf mehrmals von Preußen und Österreichern geplündert und beschädigt. Am 20. und 21. Mai 1813 lag Preititz im Zentrum des Hauptkampfgebietes der Schlacht bei Bautzen, als die französischen Truppen gegen Preußen und Russen kämpften. Der Ort lag an strategisch entscheidender Position und wurde bei heftigen Kämpfen zwischen den Truppen der Marschälle Ney und Kleist vollständig zerstört. 1838 war der sächsische König Friedrich August II. anlässlich einer Hochzeit in Preititz zu Gast.
Bis zum 1. April 1936 war Preititz eine eigenständige Landgemeinde, dann wurde es nach Kleinbautzen eingemeindet.

## Bevölkerung
Noch in der zweiten Hälfte des 19. Jahrhunderts war Preititz ein Dorf mit sorbisch-protestantischer Bevölkerungsmehrheit. Für seine Statistik über die sorbische Bevölkerung in der Oberlausitz ermittelte Arnošt Muka in den 1880er Jahren eine Bevölkerungszahl von 272 Einwohnern; davon waren 254 Sorben (93 %) und 18 Deutsche. Um 1900 hatte es etwa 400 Einwohner. Heute ist das Sorbische als Umgangssprache praktisch verschwunden.
Die Mehrheit der gläubigen Preititzer Einwohner ist traditionell evangelisch-lutherisch. Der Ort gehört seit dem 17. Jahrhundert zur Kirchgemeinde Kleinbautzen.

## Wirtschaft
Die Gegend ist vorwiegend landwirtschaftlich geprägt; die Böden sind fruchtbar. Südwestlich von Preititz betreibt die Budissa AG eine große Milchviehanlage.

### Verkehr
Die Autobahn 4 führt etwa einen Kilometer südlich am Ort vorbei. Die nächste Anschlussstelle (Bautzen-Ost) ist etwa 9 km entfernt. Lokalstraßen verbinden Preititz mit Kleinbautzen (2 km), Malschwitz (3 km), Gleina (4 km) und Wurschen (4 km). Eine Betonplattenstraße führt nach Baruth.

## Sehenswürdigkeiten
Das im Norden des Dorfes gelegene barocke Gutshaus wurde 1789 im Auftrag von Ferdinand Rudolf Ziegler und Klipphausen errichtet, in dessen Besitz der Hof seit 1759 war. Das von den Nostitzern erbaute alte Gutshaus aus dem 17. Jahrhundert wurde erst 1853 abgetragen. Heute dient das Gutshaus als Wohngebäude.